# Голленберг (Хафельланд)
Голленберг (нем. Gollenberg) — община в Германии, в земле Бранденбург.
Входит в состав района Хафельланд. Подчиняется управлению Ринов. Население составляет 429 человек (на 31 декабря 2010 года). Занимает площадь 30,50 км².
| Год  | Население |
| ---- | --------- |
| 2005 | 469       |
| 2010 | 444       |